# Jalan Bani Bu Hassan
Jalan Bani Bu Hassan (em árabe: جعلان بني بوحسن; romaniz.: Ja'lān Banī Būḥasan‎) é uma cidade da província Sudeste e capital do vilaiete de Jalan Bani Bu Hassan, no Omã. Segundo censo de 2010, tinha 20 325 habitantes. Compreende uma área de 62,7 quilômetros quadrados.